# Sacaca (gemeente)
Sacaca is een gemeente (municipio) in de Boliviaanse provincie Alonso de Ibáñez in het departement Potosí. De gemeente telt naar schatting 19.393 inwoners (2018). De hoofdplaats is Sacaca.